# Dyrekcja Kolei we Wrocławiu

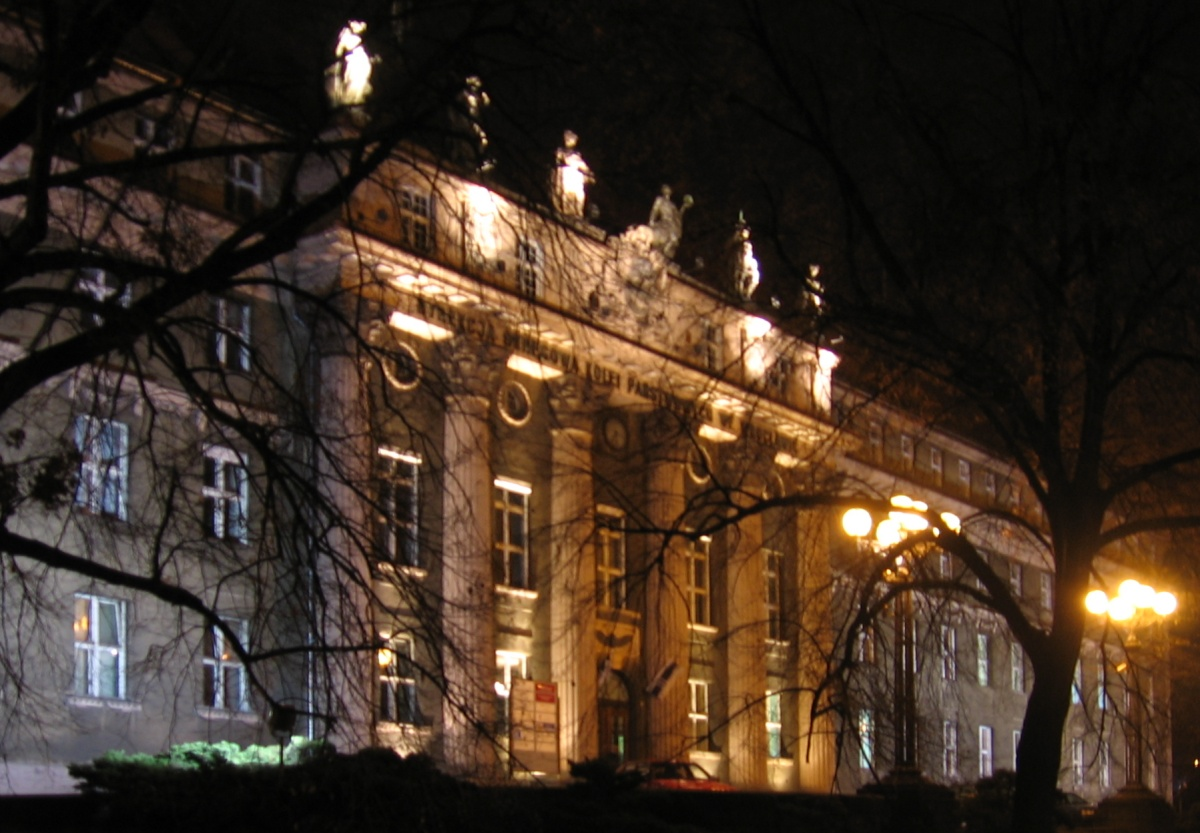
Budynek Dyrekcji Kolei we Wrocławiu

Dyrekcja Kolei we Wrocławiu – terytorialny organ zarządzania koleją z siedzibą we Wrocławiu.

## Historia

### Okres do 1945
Wrocław doczekał się bogatej historii rozwoju kolejnictwa, również form nim zarządzania. Początkowo poszczególne linie powstawały z inicjatywy prywatnej. Pierwszy pociąg uruchomiła z Wrocławia już w 1842 Kolej Górnośląska (Oberschlesische Eisenbahn), po której upaństwowieniu w 1856 utworzono Królewską Dyrekcję Kolei Górnośląskich (Königliche Direktion der Oberschlesischen Eisenbahnen), a następnie w 1883 zmieniono nazwę na Królewska Dyrekcja Kolei (Königliche Eisenbahndirektion, KED Breslau). Po I wojnie światowej w 1920 jej funkcje przejęła Dyrekcja Kolei (Eisenbahndirektion – ED Breslau), zaś od 1929 Dyrekcja Kolei Rzeszy Wrocław (Reichsbahndirektion Breslau – RBD/Rbd Wrocław), która była okręgiem administracyjnym Kolei Rzeszy (Deutsche Reichsbahn). Terenem jej działania była większość terytorium pruskiej Prowincji Dolnośląskiej. W obliczu spodziewanych nalotów w 1941 ustanowiono ewakuacyjną, zapasową siedzibę dyrekcji w Wałbrzychu. W 1945 ewakuowano ją do Chociebuża, a w 1946 do Peine koło Hanoweru.
We Wrocławiu funkcjonowały też zarządy i innych spółek, m.in. od 1868 Kolei Prawego Brzegu Odry (Rechte-Oder-Ufer Eisenbahn).

### Okres po 1945
Po zmianie granic w 1945, kiedy Wrocław znalazł się w granicach Polski, zadania Dyrekcji Kolei Rzeszy we Wrocławiu przejęła Dyrekcja Okręgowa Kolei Państwowych – DOKP Wrocław, najpierw przez kilka miesięcy mająca swą tymczasową siedzibę w Kluczborku, która następnie m.in. po zawarciu porozumienia ze Związkiem Radzieckim o przejęciu zarządu kolejami przez PKP na całym obszarze Ziem Odzyskanych została przeniesiona do Wrocławia. W okresie lat 1975–1998 nosiła nazwę Dolnośląskiej Dyrekcji Okręgowej Kolei Państwowych – DDOKP.
Po kilkukrotnych zmianach restrukturyzacyjnych w gmachu swoją siedzibę miała Dyrekcja Okręgu Infrastruktury Kolejowej (1998-2001), a następnie od 2002 jednostki wykonawcze szeregu spółek kolejowych, m.in. Oddział Regionalny spółki PKP Polskie Linie Kolejowe SA.

## Kierownictwo
- 1857–1858 – Arnold Heinrich Albert von Maybach (1822-1904)
- 1859–1867 – Georg Wilhelm Offermann (1819–1902)
- 1867–1876 – Ludwig Lentze (1815-1876)
- 1877–1884 – Ernst Fleck (-1884)
- 1884–1893 – Viktor Ferdinand von Kranold (1838-1922)
- 1893–1898 – Leo Wehrmann (1840-1918)[1]
- 1899–1909 – Ernst Hermann (1842–1910)
- 1909–1919 – Arthur Mallison (1854-1929)
- 1919–1920 – Paul Halke[2]
- 1920–1923 – Johannes Vogt (1872-1937)
- 1924–1937 – dr Kurt Born (1872-1953)
- 1937–1943 – dr Bernhard Witte
- 1944–1945 – Ludwig Frorath (1885-1945)
- 1945 – dr inż. Günther Wiens (1901–1975)
- 1945 – Jan Frank, pełnomocnik
- 1945 – Czesław Pawliński
- 1945-1952 – Stefan Juszczacki
- 1952-1955 – Józef Bąk
- 1955-1974 – inż. Konstanty Pietkiewicz (1908-1980)
- 1974-1986 – Aleksander Marszałek
- 1990-1994 – inż. Mieczysław Lewandowski (1933-2017)
- 1994-1998 – mgr inż. Bolesław Musiał (1942-)
- 1998 – Jerzy Dul (1960-)

## Siedziba
- I siedziba (wybudowana w 1841) dyrekcji (Directorial Gebäude) Towarzystwa Kolei Górnośląskiej (Oberschlesische Eisenbahn), ul. Małachowskiego 13 (Flurstraße), budynek nie istnieje.
- II siedziba (wyb. w latach 1872–1875) Centralnego Zarządu Kolei Górnośląskiej we Wrocławiu (Central Verwaltungs-Gebäude für die Oberschlesische Eisenbahn zu Breslau): róg ul. marsz. Józefa Piłsudskiego/Gwarnej (róg Gartenstraße 106/Claasenstraße 12), naprzeciwko dworca Wrocław Główny, budynek nie istnieje; książka adresowa Breslauer Adressbuch der Offiziere und Beamten 1912 wymienia adres siedziby dyrektora generalnego-prezydenta zarządu na Gartenstraße 113-117.
- III siedziba (wyb. w latach 1911–1915) Królewskiej Dyrekcji Kolei (Königliche Eisenbahndirektion), arch. H. Koenig, ul. Joannitów 13 (Malteserstraße 13), wcześniej ul. Sucha 13 (1957), była siedziba DOKP, obecnie m.in. Oddziału Regionalnego PLK.
- I budynek Dyrekcji Towarzystwa Kolei Prawego Brzegu Odry (Direction der Rechte-Oder-Ufer-Eisenbahn-Gesellschaft), ul. marsz. Józefa Piłsudskiego (Gartenstraße 22c); budynek obecnie już nie istnieje

.

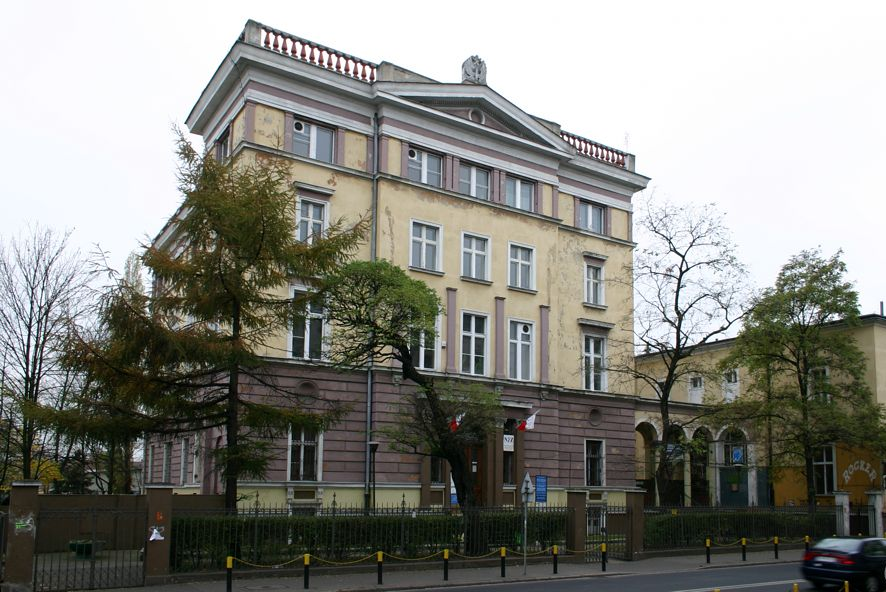
Budynek b. siedziby Dyrekcji Towarzystwa Kolei Prawego Brzegu Odry, obecnie mieszczący zarząd Polskiego Związku Głuchych przy ul. Braniborskiej 2-10

- II budynek wyb. w latach 1869–1870 Dyrekcji Towarzystwa Kolei Prawego Brzegu Odry (Direction der Rechte-Oder-Ufer-Eisenbahn-Gesellschaft): ul. Braniborska 2-10 (Berlinerstraße 2-10, do 1915 Berlinerstraße 74-79), obecnie siedziba Oddziału Dolnośląskiego Polskiego Związku Głuchych.

## Liczba personelu
- 1945 – 9 000+ prac.
- 1946 – 19 185[3]
- 1981 – 40 182
- 1983 – 39 495[4]